# La Ville-aux-Dames
La Ville-aux-Dames is een gemeente in het Franse departement Indre-et-Loire (regio Centre-Val de Loire). De plaats maakt deel uit van het arrondissement Tours. La Ville-aux-Dames telde op 1 januari 2022 5.575 inwoners.

## Geografie
De oppervlakte van La Ville-aux-Dames bedroeg op 1 januari 2022 8 vierkante kilometer; de bevolkingsdichtheid was toen 696,9 inwoners per km².

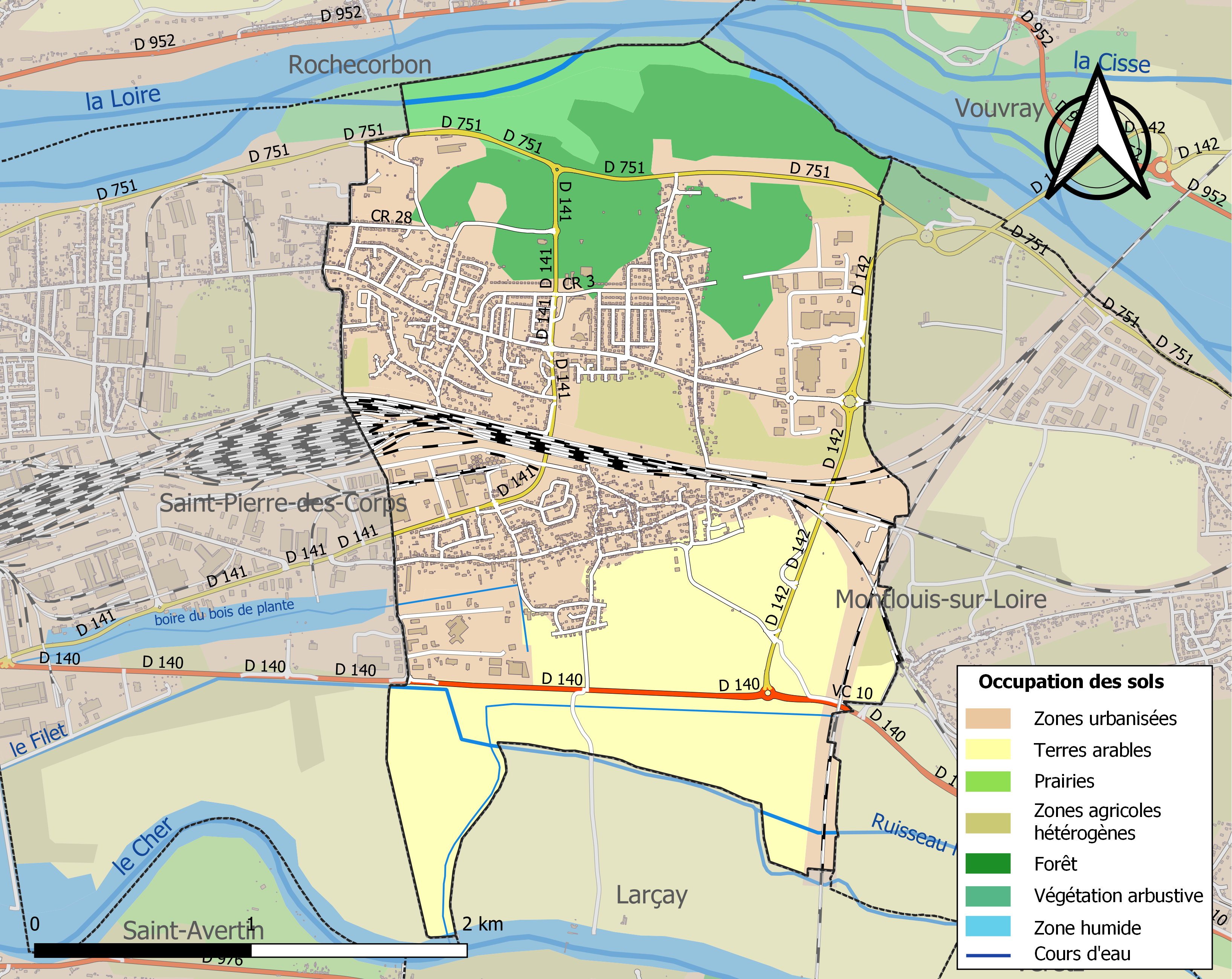
Kaart van de gemeente met de belangrijkste infrastructuur, bodemgebruik en omliggende gemeenten

## Demografie
Onderstaande figuur toont het verloop van het inwonertal (bron: INSEE-tellingen).